# Coupe de France de rugby à XIII 1962-1963
Navigation
Édition précédente Édition suivante
La Coupe de France de rugby à XIII 1962-1963 est la 25e édition de la Coupe de France, compétition à élimination directe mettant aux prises des clubs de rugby à XIII amateurs et professionnels affiliés à la Fédération française de jeu à XIII (aujourd'hui Fédération française de rugby à XIII).

## Phase finale
|  | Quarts de finale               | Quarts de finale           | Quarts de finale             | Quarts de finale           |             |             | Demi-finales              | Demi-finales              | Demi-finales              | Demi-finales              |  |  | Finale                     | Finale                     | Finale                     | Finale                     |
|  |                                |                            |                              |                            |             |             |                           |                           |                           |                           |  |  |                            |                            |                            |                            |
|  | Le 19 avril 1963 à Avignon     | Le 19 avril 1963 à Avignon | Le 19 avril 1963 à Avignon   | Le 19 avril 1963 à Avignon |             |             | Le 26 mai 1963 à Toulouse | Le 26 mai 1963 à Toulouse | Le 26 mai 1963 à Toulouse | Le 26 mai 1963 à Toulouse |  |  | Le 2 juin 1963 à Perpignan | Le 2 juin 1963 à Perpignan | Le 2 juin 1963 à Perpignan | Le 2 juin 1963 à Perpignan |
|  | Le 19 avril 1963 à Avignon     | Le 19 avril 1963 à Avignon | Le 19 avril 1963 à Avignon   | Le 19 avril 1963 à Avignon |             |             | Le 26 mai 1963 à Toulouse | Le 26 mai 1963 à Toulouse | Le 26 mai 1963 à Toulouse | Le 26 mai 1963 à Toulouse |  |  | Le 2 juin 1963 à Perpignan | Le 2 juin 1963 à Perpignan | Le 2 juin 1963 à Perpignan | Le 2 juin 1963 à Perpignan |
|  | Carcassonne                    | Carcassonne                | 8                            | 8                          |             |             | Le 26 mai 1963 à Toulouse | Le 26 mai 1963 à Toulouse | Le 26 mai 1963 à Toulouse | Le 26 mai 1963 à Toulouse |  |  | Le 2 juin 1963 à Perpignan | Le 2 juin 1963 à Perpignan | Le 2 juin 1963 à Perpignan | Le 2 juin 1963 à Perpignan |
|  | Carcassonne                    | Carcassonne                | 8                            | 8                          |             |             | Le 26 mai 1963 à Toulouse | Le 26 mai 1963 à Toulouse | Le 26 mai 1963 à Toulouse | Le 26 mai 1963 à Toulouse |  |  | Le 2 juin 1963 à Perpignan | Le 2 juin 1963 à Perpignan | Le 2 juin 1963 à Perpignan | Le 2 juin 1963 à Perpignan |
|  | Roanne                         | Roanne                     | 7                            | 7                          |             |             | Le 26 mai 1963 à Toulouse | Le 26 mai 1963 à Toulouse | Le 26 mai 1963 à Toulouse | Le 26 mai 1963 à Toulouse |  |  | Le 2 juin 1963 à Perpignan | Le 2 juin 1963 à Perpignan | Le 2 juin 1963 à Perpignan | Le 2 juin 1963 à Perpignan |
|  | Roanne                         | Roanne                     | 7                            | 7                          | Carcassonne | Carcassonne | 12                        | 12                        |                           |                           |  |  | Le 2 juin 1963 à Perpignan | Le 2 juin 1963 à Perpignan | Le 2 juin 1963 à Perpignan | Le 2 juin 1963 à Perpignan |
|  | Le 19 avril 1963 à Montpellier |                            |                              |                            | Carcassonne | Carcassonne | 12                        | 12                        |                           |                           |  |  | Le 2 juin 1963 à Perpignan | Le 2 juin 1963 à Perpignan | Le 2 juin 1963 à Perpignan | Le 2 juin 1963 à Perpignan |
|  |                                |                            | Avignon                      | Avignon                    | 5           | 5           |                           |                           |                           |                           |  |  | Le 2 juin 1963 à Perpignan | Le 2 juin 1963 à Perpignan | Le 2 juin 1963 à Perpignan | Le 2 juin 1963 à Perpignan |
|  | Avignon                        | Avignon                    | Avignon                      | Avignon                    | 5           | 5           | 19                        | 19                        |                           |                           |  |  | Le 2 juin 1963 à Perpignan | Le 2 juin 1963 à Perpignan | Le 2 juin 1963 à Perpignan | Le 2 juin 1963 à Perpignan |
|  | Avignon                        | Avignon                    | Le 26 mai 1963 à Carcassonne |                            |             |             | 19                        | 19                        |                           |                           |  |  | Le 2 juin 1963 à Perpignan | Le 2 juin 1963 à Perpignan | Le 2 juin 1963 à Perpignan | Le 2 juin 1963 à Perpignan |
|  | XIII Catalan                   | XIII Catalan               | 8                            | 8                          |             |             |                           |                           |                           |                           |  |  | Le 2 juin 1963 à Perpignan | Le 2 juin 1963 à Perpignan | Le 2 juin 1963 à Perpignan | Le 2 juin 1963 à Perpignan |
|  | XIII Catalan                   | XIII Catalan               | 8                            | 8                          | Carcassonne | Carcassonne | 5                         | 5                         |                           |                           |  |  |                            |                            |                            |                            |
|  | Le 19 avril 1963 à Limoux      |                            |                              |                            | Carcassonne | Carcassonne | 5                         | 5                         |                           |                           |  |  |                            |                            |                            |                            |
|  |                                |                            | Toulouse                     | Toulouse                   | 0           | 0           |                           |                           |                           |                           |  |  |                            |                            |                            |                            |
|  | Toulouse                       | Toulouse                   | Toulouse                     | Toulouse                   | 0           | 0           | 13                        | 13                        |                           |                           |  |  |                            |                            |                            |                            |
|  | Toulouse                       | Toulouse                   |                              |                            |             |             |                           |                           |                           |                           |  |  |                            |                            |                            |                            |
|  | Villefranche                   | Villefranche               | 3                            | 3                          |             |             |                           |                           |                           |                           |  |  |                            |                            |                            |                            |
|  | Villefranche                   | Villefranche               | 3                            | 3                          | Toulouse    | Toulouse    | 39                        | 39                        |                           |                           |  |  |                            |                            |                            |                            |
|  | Le 19 avril 1963 à Perpignan   |                            |                              |                            | Toulouse    | Toulouse    | 39                        | 39                        |                           |                           |  |  |                            |                            |                            |                            |
|  |                                |                            | Saint-Gaudens                | Saint-Gaudens              | 8           | 8           |                           |                           |                           |                           |  |  |                            |                            |                            |                            |
|  | Saint-Gaudens                  | Saint-Gaudens              | Saint-Gaudens                | Saint-Gaudens              | 8           | 8           | 13                        | 13                        |                           |                           |  |  |                            |                            |                            |                            |
|  | Saint-Gaudens                  | Saint-Gaudens              |                              |                            |             |             |                           | 13                        |                           |                           |  |  |                            |                            |                            |                            |
|  | Montpellier                    | Montpellier                | 7                            | 7                          |             |             |                           |                           |                           |                           |  |  |                            |                            |                            |                            |
|  | Montpellier                    | Montpellier                | 7                            | 7                          |             |             |                           |                           |                           |                           |  |  |                            |                            |                            |                            |
|  |                                |                            |                              |                            |             |             |                           |                           |                           |                           |  |  |                            |                            |                            |                            |

## Finale - 2 juin 1963
(mt : 0 - 0)
Points marqués :
- Carcassonne : 1 essai de Pennavayre ; 1 transformation de Marty.
- Toulouse :

Arbitre : M. 
Évolution du score : 0-0 (mi-temps), 5-0.
Spectateurs : 
Composition des équipes :
- Carcassonne : Louis Poletti - Laurent Roldos, Louis Vergé, Henri Castel, Antoine Pennavayre - Jean Cabrol (o), François Gril (m) - Pierre Dubié, René Ségura, Laurent Faletti, Pierre Azalbert, Camille Combeau, André Marty - Entraîneur : Félix Bergèse
- Toulouse : Pierre Lacaze - Le Camis, Baselga, Jacques Sarramona, Hugues Viès - Aimé Ourliac (o), Marquet (m) - Pierre Parpagiola, Roger Llanas, Jean Kaczmarek, André Archidec, Georges Aillères, Gérard Lô - Entraîneur :